# فرودگاه یئوویل وستلند
فرودگاه یئوویل وستلند (به انگلیسی: Yeovil/Westland Airport) یک فرودگاه خصوصی است که یک باند فرود چمن دارد و طول باند آن ۱۱۸۲ متر است. این فرودگاه در کشور انگلستان قرار دارد .